# Гусани

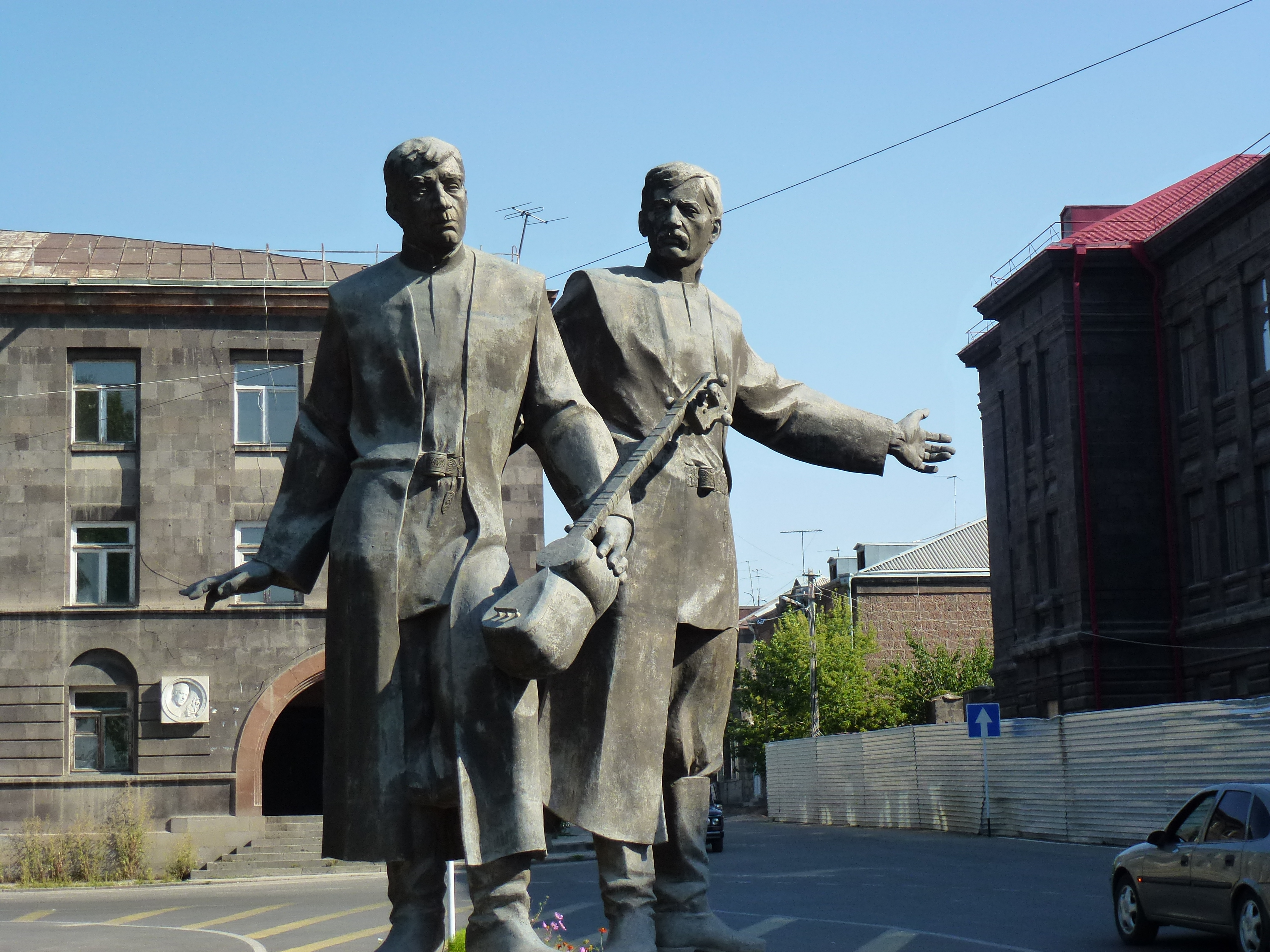

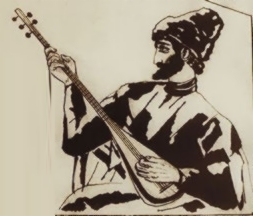
Ашуг

Гусани, або госани — у Парфії, сасанідському Ірані та у Вірменії назва народних співаків, рапсодів, які одночасно були мімами та акторами.
Користувалися великим привілеями та авторитетом в давньоіранському суспільстві, без них не обходилося жодне значуще суспільне зібрання.
Мистецтво і ремесло госанів досягло високого розвитку також в епоху Сасанідів. Одним з найвідоміших госанів (поетів-менестрелів) Сасанідскої епохи був Барбад Мервезі.
У давнину в Вірменії існували «віпасани» (оповідачі), які з'явившись в першому тисячоліття до н. е., підняли мистецтво світської пісні і музики на новий рівень. З появою в VI столітті до н. е. популярної музично-поетичної форми, розквітло мистецтва віпасанів. З плином часу останніх змінили «говасани», що стали пізніше відомими як «гусани». Мистецтво останніх є одним з проявів середньовічної вірменської культури, яке залишило сліди в свідомості і духовному житті вірмен.
У тюркських народів госани називались озани (узани).
У XVIII-XIX ст. на Кавказі гусанів змінили ашуги.